# Cambaratiba
Cambaratiba é um distrito do município brasileiro de Ibitinga, no interior do estado de São Paulo.

## História

### Origem
O distrito tem origem no povoado de São João do Cambará, fundado em território do município de Ibitinga. Em 1936 passou a ser atendido por ferrovia, com a inauguração da estação ferroviária pela Companhia Estrada de Ferro do Dourado, só que a mesma ficava afastada do núcleo urbano. Em 1966 a ferrovia acabou sendo desativada.

### Toponímia
O nome "Cambaratiba" é oriundo do tupi antigo kamaratyba, que significa "ajuntamento de camarás" (kamará, "camará" + tyba, "ajuntamento").

### Formação administrativa
- Decreto n° 5.953 de 22/06/1933 - Cria o distrito policial de São João do Cambará no município de Ibitinga[5].
- Distrito criado pelo Decreto n° 6.510 de 22/06/1934, com a denominação de Cambará[6].
- Decreto-Lei n° 14.334 de 30/11/1944 - Altera a denominação para Cambaratiba[7].

## Geografia

### Demografia

#### População urbana
| Crescimento população urbana | Crescimento população urbana | Crescimento população urbana | Crescimento população urbana |
| Censo                        | Pop.                         |                              | %±                           |
| ---------------------------- | ---------------------------- | ---------------------------- | ---------------------------- |
| 1934                         | 1 142                        |                              |                              |
| 1940                         | 735                          |                              | −35,6%                       |
| 1950                         | 366                          |                              | −50,2%                       |
| 1960                         | 329                          |                              | −10,1%                       |
| 1970                         | 319                          |                              | −3,0%                        |
| 1980                         | 280                          |                              | −12,2%                       |
| 1991                         | 318                          |                              | 13,6%                        |
| 2000                         | 289                          |                              | −9,1%                        |
| 2010                         | 285                          |                              | −1,4%                        |
| Fonte: IBGE e Fundação SEADE |                              |                              |                              |

#### População total
Pelo Censo 2010 (IBGE) a população total do distrito era de 515 habitantes.

### Área territorial
A área territorial do distrito é de 81,687 km².

### Rodovias

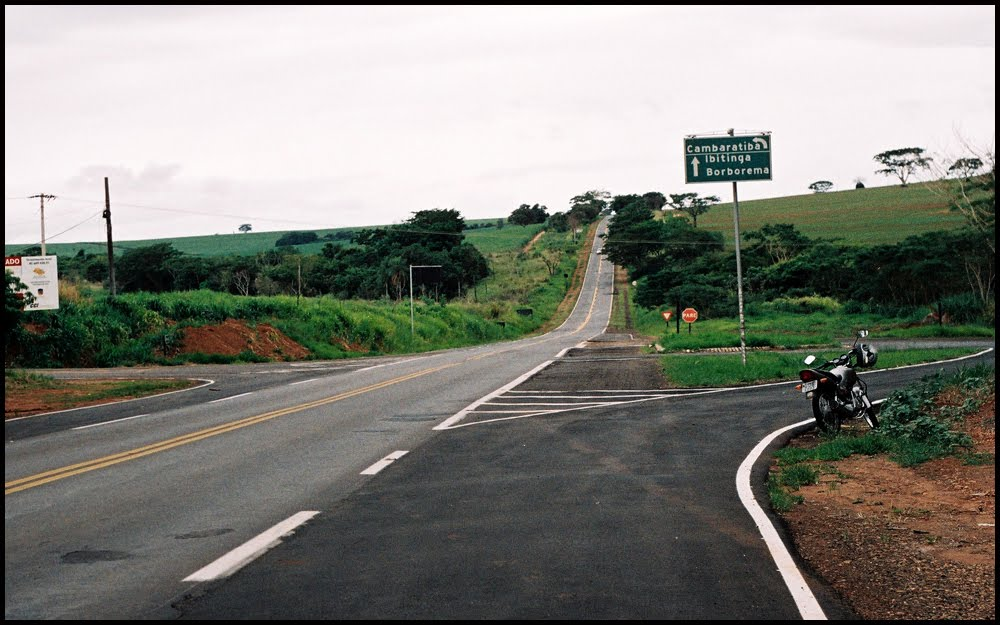
Acesso de Cambaratiba na SP-321.

O principal acesso ao distrito é a estrada vicinal IBG-242, que possui 6 km de extensão, com início no km 407 da Rodovia Cezário José de Castilho (SP-321). A distância da sede do município é de 27 quilômetros.

### Hidrografia
- Rio Tietê, próximo à Usina Hidrelétrica de Ibitinga.

## Serviços públicos

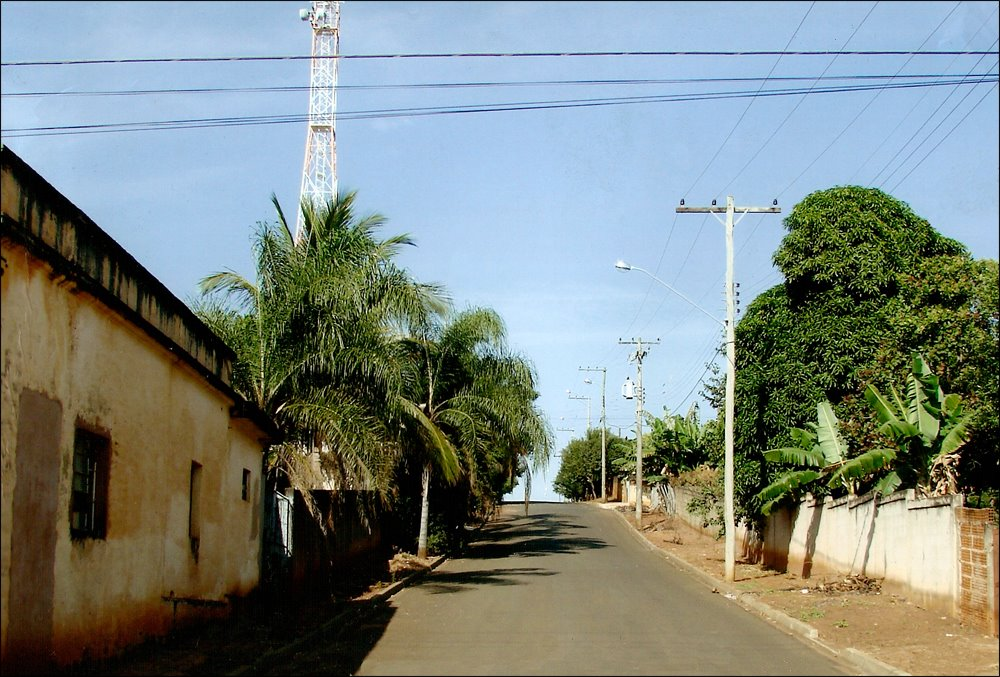
Aspecto local.

### Registro civil
Atualmente é feito na sede do município, pois o Cartório de Registro Civil das Pessoas Naturais do distrito foi extinto pelo  Tribunal de Justiça do Estado de São Paulo, e seu acervo foi recolhido ao cartório do distrito sede.

### Saúde
- Posto de Saúde "Adélia do Prado Mira"[15].

### Saneamento
O serviço de abastecimento de água é feito pelo Serviço Autômono de Água e Esgoto da Estância Turistica de Ibitinga (SAAE).

### Energia
A responsável pelo abastecimento de energia elétrica é a CPFL Paulista, distribuidora do Grupo CPFL Energia.

### Telecomunicações
A central telefônica, utilizada até os dias atuais, assim como o sistema de discagem direta à distância (DDD), foram implantados pela Telecomunicações de São Paulo (TELESP).

## Religião

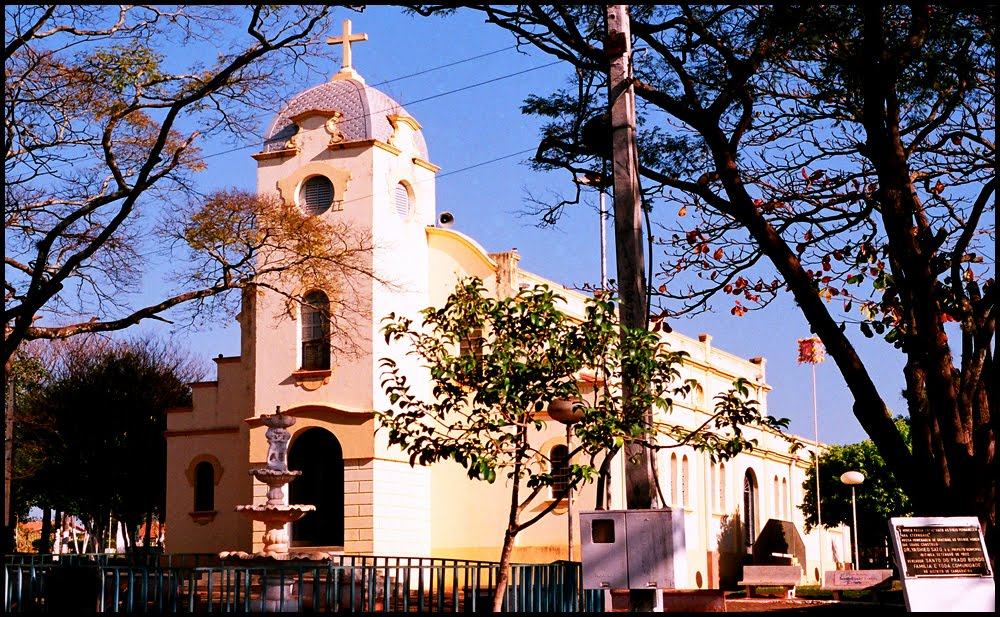
Igreja.

O Cristianismo se faz presente no distrito da seguinte forma:

### Igreja Católica
- A igreja faz parte da Diocese de Jaú[22].

### Igrejas Evangélicas
- Congregação Cristã no Brasil[23].